# Vudlenderji
Vudlenderji ali The Woodlanders so šestčlanska slovenska pop skupina iz Šentjurja. Ustanovni člani Tomaž Hostnik, Žiga Vešligaj in Anže Koren so kot tamkajšnji študenti zasedbo ustanovili v avstrijskem Linzu. Izvajajo predvsem avtorsko glasbo.
Zasedba se je leta 2017 predstavila na festivalu Melodije morja in sonca v Avditoriju Portorož, kjer je s skladbo Poletje zasedla 7. mesto. Leta 2019 so na festivalu Popevka s skladbo Kam bi šla? zasedli 2. mesto. Septembra 2021 so izdali svoj prvi album, imenovan Si ti tisti.

## Člani:
- Maša But – vokal, flavta
- Tomaž Hostnik – klaviature, vokal
- Gregor Hrovat – tolkala
- Matic Plemenitaš – kitara, vokal
- Žiga Vešligaj – saksofon, vokal
- Jaka Krušič – bas [5]

## Diskografija
- Si ti tisti (2021)